# Pézy

Pézy este o comună în departamentul Eure-et-Loir, Franța. În 2013 avea o populație de 244 de locuitori.